# رستم غزاله
رستم غزاله (به عربی: رستم غزالة) سیاست‌مدار و نظامی اهل سوریه بود.
بشار اسد در سال ۲۰۰۲ او را به سمت ریاست اطلاعات نظامی سوریه در لبنان گماشت. پس از ترور رفیق حریری، او و غازی کنعان (مسئول پیشین ا. ن. س) متهم به دست داشتن در ترور شدند که پیامدش خودکشی غازی کنعان بود.